# Reina Hispanoamericana
Le concours Reina Hispanoamericana est un concours international de beauté ouvert aux candidates issus de pays de langue espagnole. Fondé en 1981 à Lima, il s'appelait jusqu'en 2007 Reina Sudamericana.

## Histoire

### Lauréates
| Année | Pays du Concours | Ville                   | Lauréate                      | Nationalité            | Titre                                  |
| ----- | ---------------- | ----------------------- | ----------------------------- | ---------------------- | -------------------------------------- |
| 1981  | Pérou            | Lima                    | Irene Sáez                    | Venezuela              | Reina Confraternidad Sudamericana 1981 |
| 1983  | Pérou            | Lima                    | Paola Ruggeri                 | Venezuela              | Miss Sudamérica 1983                   |
| 1984  | Pérou            | Lima                    | Carmen María Montiel          | Venezuela              | Miss Sudamérica 1984                   |
| 1985  | Pérou            | Lima                    | Silvia Martínez               | Venezuela              | Miss Sudamérica 1985                   |
| 1986  | Venezuela        | Caracas                 | Bárbara Palacios              | Venezuela              | Miss Sudamérica 1986                   |
| 1987  | Colombie         | Carthagène des Indes    | Patricia López Ruiz           | Colombie               | Miss Sudamérica 1987                   |
| 1988  | Pérou            | Lima                    | Isabel Cristina Beduschi      | Brésil                 | Miss Sudamérica 1988                   |
| 1991  | Bolivie          | Santa Cruz de la Sierra | Patricia Godoy                | Brésil                 | Reina Sudamericana 1991                |
| 1992  | Bolivie          | Santa Cruz de la Sierra | Francis del Valle Gago Aponte | Venezuela              | Reina Sudamericana 1992                |
| 1993  | Bolivie          | Santa Cruz de la Sierra | Paola Vintimilla Moscoso      | Équateur               | Reina Sudamericana 1993                |
| 1994  | Bolivie          | Santa Cruz de la Sierra | Liliana Gonzales              | Paraguay               | Reina Sudamericana 1994                |
| 1995  | Bolivie          | Santa Cruz de la Sierra | Carolina Tahis Muller         | Brésil                 | Reina Sudamericana 1995                |
| 1996  | Pérou            | Lima                    | Adriana Diaz Duarte           | Brésil                 | Miss Sudamérica 1996                   |
| 1996  | Bolivie          | Santa Cruz de la Sierra | Gabriela Vergara              | Venezuela              | Reina Sudamericana 1996                |
| 1997  | Bolivie          | Santa Cruz de la Sierra | Patricia Fuenmayor            | Venezuela              | Reina Sudamericana 1997                |
| 1998  | Bolivie          | Santa Cruz de la Sierra | Susana Barrientos             | Bolivie                | Reina Sudamericana 1998                |
| 1999  | Bolivie          | Santa Cruz de la Sierra | Jenny Vaca Paz                | Bolivie                | Reina Sudamericana 1999                |
| 2000  | Bolivie          | Santa Cruz de la Sierra | Ligia Petit                   | Venezuela              | Reina Sudamericana 2000                |
| 2001  | Bolivie          | Santa Cruz de la Sierra | María Rocio Stevenson         | Colombie               | Reina Sudamericana 2001                |
| 2002  | Bolivie          | Santa Cruz de la Sierra | Marcela Ruete                 | Équateur               | Reina Sudamericana 2002                |
| 2003  | Bolivie          | Santa Cruz de la Sierra | Cecilia Balarini              | Brésil                 | Reina Sudamericana 2003                |
| 2004  | Bolivie          | Cochabamba              | Tania Domaniczky              | Paraguay               | Reina Sudamericana 2004                |
| 2005  | Bolivie          | Cochabamba              | Diana Cepeda                  | Colombie               | Reina Sudamericana 2005                |
| 2006  | Bolivie          | Santa Cruz de la Sierra | Francine Eickemberg           | Brésil                 | Reina Sudamericana 2006                |
| 2007  | Bolivie          | Santa Cruz de la Sierra | Massiel Taveras               | République dominicaine | Reina Hispanoamericana 2007            |
| 2008  | Bolivie          | Santa Cruz de la Sierra | Vivian Noronha Cia            | Brésil                 | Reina Hispanoamericana 2008            |
| 2009  | Bolivie          | Santa Cruz de la Sierra | Adriana Vasini                | Venezuela              | Reina Hispanoamericana 2009            |
| 2010  | Bolivie          | Santa Cruz de la Sierra | Caroline Medina               | Venezuela              | Reina Hispanoamericana 2010            |
| 2011  | Bolivie          | Santa Cruz de la Sierra | Evalina Van Putten            | Curaçao                | Reina Hispanoamericana 2011            |
| 2012  | Bolivie          | Santa Cruz de la Sierra | Sarodj Bertin                 | Haïti                  | Reina Hispanoamericana 2012            |
| 2013  | Bolivie          | Santa Cruz de la Sierra | María Alejandra López         | Colombie               | Reina Hispanoamericana 2013            |
| 2014  | Bolivie          | Santa Cruz de la Sierra | Romina Rocamonje Fuentes      | Bolivie                | Reina Hispanoamericana 2014            |
| 2015  | Bolivie          | Santa Cruz de la Sierra | Sofía del Prado Prieto        | Espagne                | Reina Hispanoamericana 2015            |